# Abu Dhabi Open
Abu Dhabi Open — жіночий тенісний турнір туру WTA, який проводиться з 2021 року на відкритих твердих кортах в Абу-Дабі, Об'єднані Арабські Емірати. Належить до категорії WTA 500. Турнір започатковано у січні 2021 року з приводу скасування всіх турнірів у КНР та перенесення термінів турнірів в Австралії через пандемію коронавірусної хвороби. Турнір повернувся до сітки Туру 2023 року замість St. Petersburg Ladies' Trophy після скасування турнірів у Росії через вторгнення в Україну.

## Фінали

### Одиночний розряд
| Рік  | Чемпіонка          | Фіналістка           | Рахунок             |
| ---- | ------------------ | -------------------- | ------------------- |
| 2021 | Аріна Соболенко    | Вероніка Кудерметова | 6–2, 6–2            |
| 2022 | Не проводився      | Не проводився        | Не проводився       |
| 2023 | Белінда Бенчич     | Людмила Самсонова    | 1–6, 7–6(10–8), 6–4 |
| 2024 | Олена Рибакіна     | Дарія Касаткіна      | 6–1, 6–4            |
| 2025 | Белінда Бенчич (2) | Ешлін Крюгер         | 4–6, 6–1, 6–1       |

### Парний розряд
| Рік  | Чемпіонки                       | Фіналістки                    | Рахунок          |
| ---- | ------------------------------- | ----------------------------- | ---------------- |
| 2021 | Аояма Сюко Ена Сібахара         | Гейлі Картер Луїза Стефані    | 7–6(7–5), 6–4    |
| 2022 | Не проводився                   | Не проводився                 | Не проводився    |
| 2023 | Луїза Стефані Чжан Шуай         | Аояма Сюко Чжань Хаоцін       | 3–6, 6–2, [10–8] |
| 2024 | Софія Кенін Бетані Маттек-Сендс | Лінда Носкова Гезер Вотсон    | 6–4, 7–6(7–4)    |
| 2025 | Олена Остапенко Еллен Перес     | Крістіна Младенович Чжан Шуай | 6–2, 6–1         |